# Transmisandria
La transmisandria, discriminación contra los varones transgénero o a veces denominada transandrofobia, es la aversión a una persona asignada al sexo femenino al nacer que se identifica como varón o se sitúa dentro de lo masculino, lo que es una intersección entre la transfobia y misandria. Su concepto es similar a la transmisoginia y la discriminación contra las personas no binarias.

## Etimología
Debido a la invisibilización que han afrontado los hombres trans, no existe un consenso oficial sobre un término para la discriminación contra ellos. Sin embargo, se han acuñado muchos términos en línea para referirse a la discriminación contra los hombres transgénero. El término propuesto es transmisandria, que combina el prefijo "trans-" con "misandria" de manera similar a la etimología de transmisoginia, que se deriva de "trans-" y "misoginia". También se utiliza el término transandrofobia, que utiliza el sufijo androfobia, que significa el miedo al varón.

## Prejuicios
El prejuicio contra los varones transgénero puede provenir tanto de la malignidad del machismo como de la misoginia. La complejidad de este prejuicio y la necesidad de un término para este tipo de transfobia ha sido abordada previamente por la autora transgénero Julia Serano, quien acuñó el término transmisoginia. En 2021, aclaró el uso del término e identificó una brecha en el lenguaje de una palabra para la discriminación contra los hombres transgénero.
Históricamente, los hombres transgénero no disfrutaban de mucha visibilidad debido a la falta de conciencia de que existía la transición de mujer a varón. En cambio mucha gente solo era consciente de la transición de hombre a mujer como resultado de la hipervisibilidad de las mujeres transgénero a mediados del siglo XX. Susan Stryker ha escrito que en 1968 se fundó una organización llamada Labyrinth para llenar el vacío en el apoyo a los hombres transgénero, ya que hasta ese momento la mayoría de las organizaciones trans se centraban en las mujeres transgénero. Stryker escribe que la mayoría de las otras organizaciones en ese momento estaban "orientadas más hacia las necesidades de las mujeres transgénero que de los hombres transgénero".

## Racismo
Los varones trans y las personas de color transmasculinas enfrentan una discriminación única como resultado de la intersección de sus identidades de raza y género. Un entrevistado del proyecto To Survive on this Shore analiza el tema del racismo contra los hombres trans:

"Al principio, cuando comencé a hacer la transición, cuando mis características comenzaron a cambiar, cuando llegué al punto en que era totalmente masculino, me preguntaba por qué la gente me trataba de manera diferente. Otras razas me trataban de manera diferente. Y me di cuenta, yo' Soy un hombre negro ahora, así que cuando entro en el ascensor, la mujer va a agarrar su cartera, o va a moverse al otro lado del ascensor, o me cerrarán las puertas en la cara". -Charley, 2014

Se explica que "la 'transmisandria racializada' ayuda a explicar la vigilancia en torno a la masculinidad negra para las personas transmasculinas negras [que] han sido borradas en un marco de cisgenerismo y cissexismo centrado en los blancos".

## Esencialismo de género y feminismo
Según Mimi Marinucci, el esencialismo de género y esencialismo sexual son puntos de vista feministas radicales sobre el género, y es fundamental para el feminismo radical transexclusivo. Afirma que, como resultado, si bien su orientación hacia las mujeres transgénero es más visible, los hombres transgénero también son atacados de manera rutinaria con argumentos esencialistas de género. Ella argumenta que el esencialismo de género demoniza la masculinidad en su conjunto, apuntando a las mujeres trans por su sexo asignado al nacer y haciendo que las transiciones masculinizantes de los hombres trans sean una amenaza y algo a lo que apuntar, como llamando a los procedimientos de masculinización "cirugía mutiladora".
La intersección entre la discriminación contra los varones trans y la misoginia ha dividido la opinión feminista sobre el lugar de los varones trans dentro del feminismo, en particular los tipos de feminismo que se preocupan por los derechos reproductivos y el abuso doméstico. Muchas organizaciones feministas dan la bienvenida y afirman a los varones trans. Sin embargo, una serie de organizaciones transexcluyentes no dan la bienvenida a los hombres transgénero sobre la base de su masculinidad. Otras organizaciones feministas han adoptado el feminismo radical inclusivo trans, que incluye a mujeres trans y algunas personas no binarias, pero a menudo también puede excluir a los varones transgénero en función de la masculinidad, debido al esencialismo de género aún presente en la teoría feminista radical.
Los varones trans y las personas transmasculinas suelen ser objeto de marginación médica, y el 42% informan experiencias negativas con los proveedores de atención médica. Con frecuencia se enfrentan a la marginación médica porque simultáneamente son transgénero y se les asigna sexo femenino al nacer. Hay una falta de investigación creíble sobre cómo brindar atención médica adecuada a los varones transgénero que se encuentran en una transición médica, en particular porque los médicos tienen dificultades para diagnosticar el cáncer de mama en personas que se han sometido a una cirugía superior. Las personas transmasculinas también corren un mayor riesgo de experimentar discriminación en la medicina que puede afectar su acceso a la atención médica. Esto puede incluir que las personas transmasculinas con cuello uterino no sean invitadas a exámenes de detección de cuello uterino que salvan vidas porque su género figura legalmente como masculino o que se les nieguen exámenes de detección de cáncer de ovario por la misma razón.

## Acoso social
Las personas transmasculinas se enfrentan al abuso social, incluido el acoso y la intimidación. El estigma y las actitudes negativas hacia la masculinidad de las personas transmasculinas contribuyen a los problemas de salud mental generalizados en la comunidad. Según un estudio de 2018, el 50,8% de los niños transgénero (entre 11 y 19 años) han intentado suicidarse. Los investigadores afirmaron que existe una necesidad urgente de comprender por qué los adolescentes transgénero, de mujer a hombre y no binarios informan que se involucran en conductas suicidas en niveles más altos que otras poblaciones de adolescentes transgénero. Investigaciones anteriores en adultos revelan que los hombres trans reportan niveles más altos de discriminación de género en comparación con las mujeres trans, lo que puede ayudar a explicar esta diferencia en el comportamiento suicida.
Además, un estudio de 2013 sobre la salud sexual de los hombres transgénero sugirió que las vulnerabilidades de salud psicosocial pueden contribuir a los comportamientos sexuales de riesgo y la vulnerabilidad al VIH y las ITS. TDOR, una organización que recopila informes de personas transgénero perdidas por la violencia, informes sobre hombres trans que han perdido la vida por suicidio causado por prejuicios contra su transmasculinidad.